# Mariée

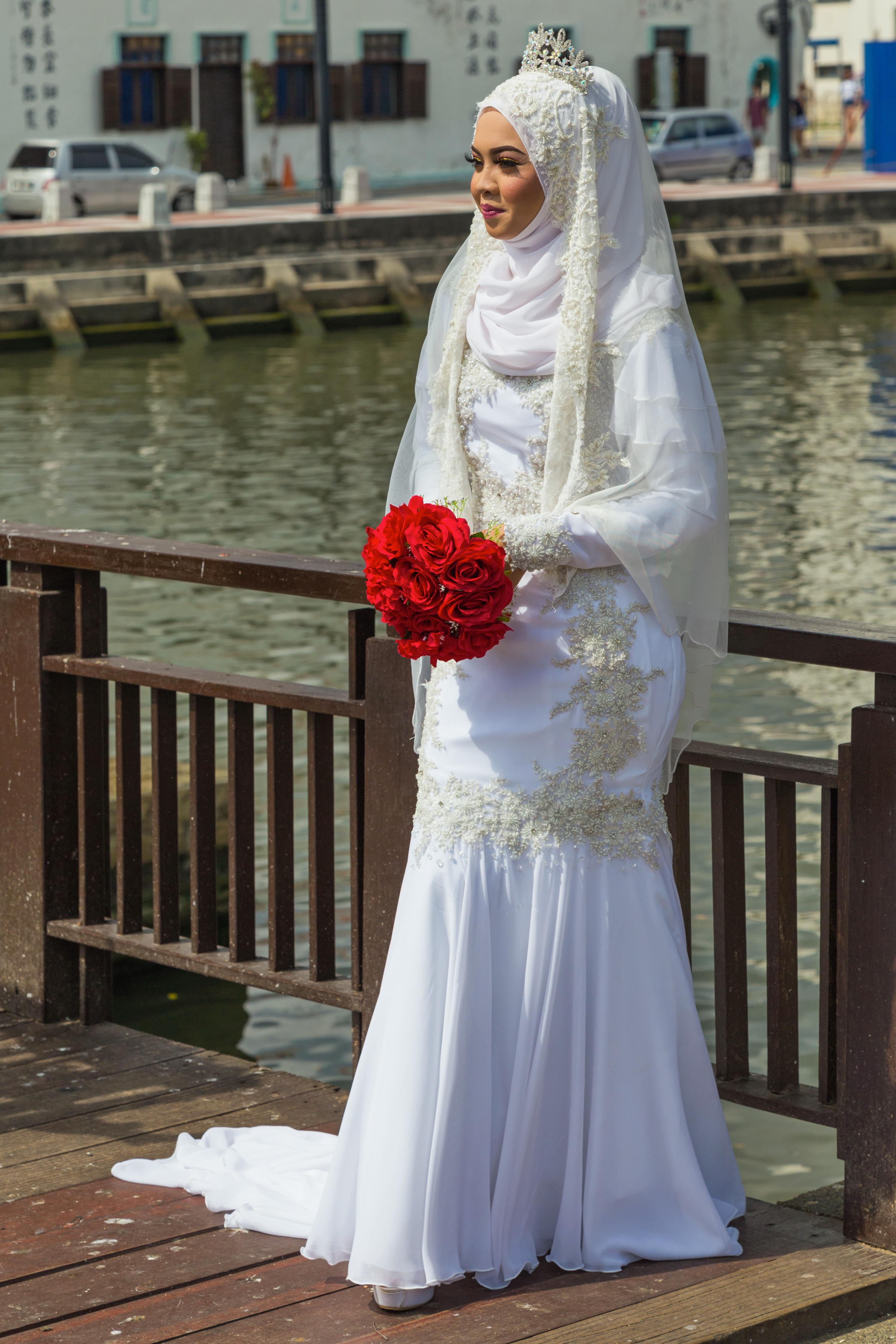
Une jeune mariée à Malacca en 2016.

Une mariée est une femme sur le point ou qui vient de se marier. Lors du mariage, le futur conjoint de la mariée (s'il s'agit d'un homme) est généralement appelé l'époux, le marié ou le jeune marié. Dans le monde anglo-saxon, la mariée peut être accompagnée par une ou plusieurs demoiselles d'honneur.

## Histoire
Le terme mariée apparaît en combinaison avec de nombreux mots, dont certains sont obsolètes. Ainsi «marié» est un homme nouvellement marié, et «mariée-cloche», «mariée-banquet» sont d'anciens équivalents de cloches de mariage, de petit-déjeuner de mariage. "Bridal" (de Bride-ale), à l'origine le mariage-fête lui-même, est devenu un adjectif descriptif général, la cérémonie nuptiale. Le gâteau de la mariée avait son origine dans la confarreatio romaine, une forme de mariage de la classe supérieure, dont les caractéristiques essentielles de la cérémonie étaient la consommation par le couple d'un gâteau fait de sel, d'eau et de farine d'épeautre, et la tenue par la mariée de trois épis de blé, symbole d'abondance.
Le gâteau-mangeant est passé de mode, mais les épis de blé ont survécu. Au Moyen Âge, ils étaient portés ou portés par la mariée. Finalement, il est devenu la coutume pour les jeunes filles de se rassembler à l'extérieur du porche de l'église et de jeter des grains de blé sur la mariée, et ensuite une course pour les grains a eu lieu. Avec le temps, les grains de blé ont fini par être cuits en biscuits secs minces, qui ont été cassés sur la tête de la mariée, comme c'est la coutume en Écosse aujourd'hui, un gâteau à l'avoine étant utilisé. Sous le règne d'Elizabeth, ces biscuits ont commencé à prendre la forme de petits gâteaux rectangulaires à base d'œufs, de lait, de sucre, de raisins de Corinthe et d'épices. Chaque invité au mariage en avait au moins un, et toute la collection a été lancée à la mariée à l'instant où elle a franchi le seuil. Celles qui éclairaient sa tête ou ses épaules étaient les plus appréciées des brouilleurs. Enfin, ces gâteaux fusionnèrent en un grand qui prit toute sa gloire de pâte d'amande et d'ornements à l'époque de Charles II. Mais même aujourd'hui dans les paroisses rurales, par ex. North Notts, le blé est jeté sur les mariés avec le cri «Du pain pour la vie et du pudding pour toujours», exprimant le souhait que les nouveaux mariés soient toujours riches. Le lancer de riz, une coutume très ancienne mais postérieure au blé, symbolise le souhait que la mariée soit fructueuse. 
La coupe de la mariée était la coupe ou la coupe d'amour dans laquelle l'époux avait promis la mariée, et elle lui. La coutume de casser cette coupe de vin, après que les mariés en aient vidé son contenu, est commune aux chrétiens grecs et aux membres de la foi juive. Il est jeté contre un mur ou foulé aux pieds. L'expression «tasse de mariée» était aussi parfois utilisée pour désigner le bol de vin épicé préparé la nuit pour les mariés. Les faveurs de mariée, anciennement appelées dentelles de mariée, étaient d'abord des pièces d'or, de soie ou d'autres dentelles, utilisées pour lier les brins de romarin autrefois portés lors des mariages. Celles-ci prirent plus tard la forme de grappes de rubans, qui furent enfin métamorphosées en rosaces.
La mariée-wain, le chariot dans lequel la mariée a été conduite à sa nouvelle maison, a donné son nom aux mariages de tout couple pauvre méritant, qui a conduit un "wain" autour du village, collectant de petites sommes d'argent ou des meubles vers leur entretien ménager. Celles-ci étaient appelées mariages-enchères, ou bid-ales, qui étaient de la nature des fêtes «bienfaisantes». Si générale est encore la coutume des "mariages-enchères" au Pays de Galles, que les imprimeurs conservent généralement la forme d'invitation en caractères. Parfois, jusqu'à six cents couples marchent dans le cortège nuptial.
La couronne de la mariée est un substitut chrétien à la couronne dorée que portaient toutes les mariées juives. Le couronnement de la mariée est toujours observé par les Russes et les calvinistes de Hollande et de Suisse. Le port des fleurs d'oranger aurait commencé avec les Sarrasins, qui les considéraient comme des emblèmes de la fécondité. Il a été introduit en Europe par les croisés. Le voile de la mariée est la forme moderne du flammeum ou grand voile jaune qui a complètement enveloppé les mariées grecques et romaines pendant la cérémonie. Une telle couverture est encore utilisée parmi les Juifs et les Perses. La «caisse de la mariée» était le conteneur de la mariée pour rassembler toutes les choses pour le mariage en Hongrie. Une fois tous les sous-vêtements et vêtements terminés, la fille était prête pour le mariage.